# Потапов, Митрофан Иванович
Митрофан Иванович Потапов (17 июня 1901, Новая Слободка, Ливенский уезд, Орловская губерния, Российская империя — 30 августа 1961, Львов) — советский военный деятель, генерал-майор (июль 1946 года).

## Начальная биография
Митрофан Иванович Потапов родился 17 июня 1901 года в деревне Новая Слободка ныне Воловского района Липецкой области.

## Военная служба

### Гражданская война
1 марта 1920 года призван в ряды РККА и направлен в 20-й запасной полк в составе 7-й стрелковой дивизии. В июне переведён в 212-й стрелковый полк в составе 24-й стрелковой дивизии (Западный фронт), после чего красноармейцем и командиром отделения в ходе Советско-польской войны принимал участие в боевых действиях от Мозыря до города Сокаль и был ранен, а затем участвовал в боях против воинских формирований под командованием С. Петлюры, Ю. Тютюнника, Заболотного, Палия и других на территории Подольской и Волынской губерний.

### Межвоенное время
С марта 1921 года М. И. Потапов учился в дивизионной школе младших командиров 24-й Самарской железной стрелковой дивизии, после окончания которой с августа того же года служил старшиной роты и исполняющим должность командира взвода в составе 208-го стрелкового полка. В мае 1922 года направлен в 20-ю стрелковую бригаду (7-я стрелковая дивизия), дислоцированную в Чернигове, а затем — старшиной роты в 59-й стрелковый полк. В июле бригада была преобразована в 20-й стрелковый полк, в составе которого Потапов служил старшиной роты, помощником командира и командиром взвода. В 1928 года приказом Реввоенсовета Митрофану Ивановичу Потапову были присвоены права окончившего нормальную военную школу, после чего он назначен на должность командира взвода полковой школы, а в июле 1931 года — на должность командира роты.
В октябре 1931 года направлен в 122-й стрелковый полк (41-я стрелковая дивизия, Украинский военный округ), дислоцированный в городе Александрия, где служил командиром роты, начальником штаба батальона и помощником начальника штаба полка. В сентябре 1934 года переведён на должность военкома Дзержинского районного военкомата Горьковской области, находясь на которой, в 1936 году поступил на заочный факультет Военной академии имени М. В. Фрунзе. В феврале 1937 года капитан Митрофан Иванович Потапов назначен на должность начальника 5-й части штаба 11-й стрелковой дивизии в Кингисеппе, а в январе 1938 года — на должность начальника штаба этой же дивизии. В феврале 1939 года окончил заочный факультет Военной академии М. В. Фрунзе  и в апреле того же года назначен на должность для особых поручений при Военном совете Московского военного округа.
В феврале 1940 года назначен начальником штаба 3-го стрелкового корпуса (13-я армия, Северо-Западный фронт), после чего участвовал в ходе Советско-финляндской войны. После окончания войны корпус передислоцирован в Кутаиси (Закавказский военный округ).
В июне 1940 года Потапов назначен на должность начальника Пуховичского пехотного училища (Западный Особый военный округ), которое в мае 1941 года было передислоцировано в Великий Устюг (Вологодская область).

### Великая Отечественная война
10 июля 1941 года полковник Митрофан Иванович Потапов назначен командиром 272-й стрелковой дивизии, формировавшейся в Тихвинском районе и в августе передислоцированной на Северный фронт, где в составе 7-й армии вела боевые действия на петрозаводском направлении, а с октября часть дивизии — на Онежско-Свирском участке, часть — под Тихвином. В ноябре из-за тяжёлого заболевания М. И. Потапов госпитализирован и в декабре назначен на должность начальника Пуховичского пехотного училища.
В марте 1943 года назначен на должность командира 25-й стрелковой дивизией, формировавшейся в Архангельского военного округа и впоследствии в боевых действиях не принимавшей. С 4 января 1944 года полковник М. И. Потапов находился в распоряжении Главного управления кадров НКО и 27 февраля назначен заместителем командира 221-й стрелковой дивизии, которая вскоре принимала участие в ходе Проскуровско-Черновицкой наступательной операции.
В апреле 1944 года полковник М. И. Потапов переведён на должность начальника штаба 67-го стрелкового корпуса, который вскоре участвовал в Львовско-Сандомирской, Карпатско-Дуклинской, Западно-Карпатской, Моравско-Остравской и Пражской наступательных операций.

### Послевоенная карьера
12 августа 1945 года назначен на должность командира 373-й стрелковой дивизии, дислоцировавшейся в городах Изяслав и Славута, а в августе 1946 года — на должность начальника штаба 35-го гвардейского стрелкового корпуса (Прикарпатский военный округ), дислоцированного в городе Черновцы.
В марте 1947 года направлен на учёбу на Высшие академические курсы при Высшей военной академии имени К. Е. Ворошилова, по окончании которых в июне 1948 года назначен начальником Череповецкого пехотного училища.
Генерал-майор М. И. Потапов в марте 1951 года направлен в распоряжение Министерства национальной обороны Польской Народной Республики и в апреле назначен на должность начальника штаба Силезского военного округа Войска польского. Уволился из Войска Польского 16 декабря 1952 года, вернулся в СССР, после чего состоял в распоряжении Главного управления кадров и в апреле 1953 года назначен помощником командующего по пехоте 8-й механизированной армии (Прикарпатский военный округ), а в сентябре 1954 года — помощником командующего — начальником отдела боевой подготовки этой же армии.
Генерал-майор Митрофан Иванович Потапов 6 марта 1956 года вышел в запас. Умер 30 августа 1961 года во Львове.

## Награды
- Орден Ленина (30.04.1945);
- Три ордена Красного Знамени (03.11.1944, 22.02.1945, 15.11.1950);
- Орден Суворова 2 степени (29.06.1945);
- Орден Отечественной войны 1 степени (28.05.1945);
- Медали;
- Именное оружие (ружьём) и золотые часы по поручению маршала СССР К. К. Рокоссовского [3].

Иностранные награды
- Орден Virtuti militari (степень кавалера)[6].